# Органічна геохімія
Органі́чна геохі́мія (англ. organic geochemistry; нім. organische Geochemie f) — розділ геохімії, що вивчає поширеність, форму присутності, походження, склад і хімічну еволюцію органічних сполук в геологічних умовах.
З розвитком хроматографії в поєднанні з мас-спектрометрією велике місце в органічній геохімії нарівні з вивченням органічних речовин як цілого і їхніх полімерних фракцій (керогену, бітумоїду, гумінових кислот, фульвокислот) зайняло дослідження геохімії різних класів органічних сполук: амінокислот, вуглеводів, жирних кислот тощо.
Основні завдання органічної геохімії — вивчення хімізму процесу перетворення живої речовини у викопні форми (під дією мікроорганізмів), вивчення умов і чинників, що визначають формування різних типів цієї речовини (гумусового, сапропелевого і т. д.), а також механізмів подальшої трансформації органіч. речовини в гірських породах під дією тепла, тиску, сейсмічних, літологічних і ін. геологічних чинників, що обумовлюють формування горючих корисних копалин.